# Traité d'Åbo

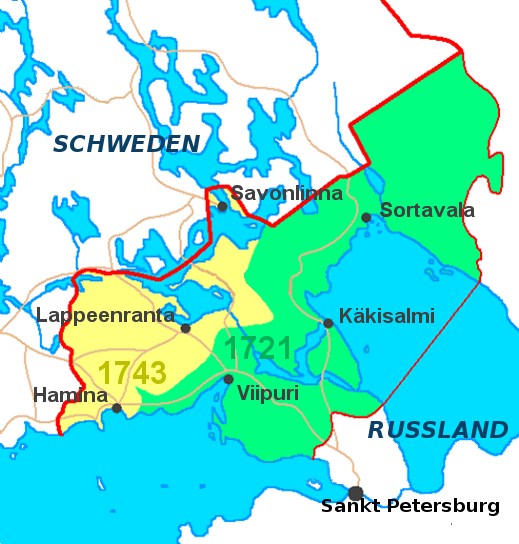
En jaune, les territoires cédés par la Suède à la Russie en 1743.

Le traité d’Åbo également appelé traité de Turku est un traité de paix signé entre la Russie impériale et la Suède à Turku le 7 août 1743 à la suite de la guerre russo-suédoise de 1741-1743.
À la fin du conflit, les troupes russes occupaient la majeure partie de la Finlande, amenant le maréchal Troubetzkoy et le chancelier Alexeï Bestouchev à demander l’application du principe d’uti possidetis juris. En annexant la Finlande, la classe politique russe visait à repousser la frontière suédoise bien plus au nord, amenuisant ainsi le danger d’une attaque suédoise sur la capitale russe, Saint-Pétersbourg. Dans l’espoir d’obtenir l’indépendance, les Finlandais réunis en diète offrirent l’éphémère trône de leur pays au duc Pierre III de Russie, l’héritier présomptif de la couronne impériale russe.
Un autre parti à la cour de Russie, représenté par le pro-suédois comte Jean Armand de Lestocq et les parents de Pierre de la branche Holstein, proposèrent de restituer la Finlande aux Suédois en récompense pour l’élection de leur oncle, Adolphe Frédéric de Holstein-Gottorp, au trône de Suède. L’impératrice Élisabeth Ire de Russie choisit d’appuyer ces derniers, en partie à cause du tendre souvenir qu’elle gardait pour le frère d’Adolphe Frédéric, qu’il était prévu qu’elle épousât mais qui avait été emporté plusieurs mois avant que ne pût se tenir le mariage (en juin 1727).
Selon le traité résultant de l’accord, la Suède cédait à la Russie les zones à l’est de la rivière Kimi avec la forteresse d’Olavinlinna (en suédois, Olofsborg) et les villes de Lappeenranta et Hamina. En conséquence, la frontière suédoise se voyait repoussée plus au nord, conformément aux souhaits du parti du chancelier Bestouchev. De leur côté, les Suédois entérinèrent le choix d’Adolphe Frédéric comme héritier de la couronne de Suède. Ce changement cependant exposait le pays à un risque de guerre avec le Danemark, en conséquence de quoi, la Flotte de la Baltique cingla vers Stockholm afin de protéger la capitale suédoise en cas d’attaque danoise.
À la suite de ce traité, la Russie prit le contrôle de la partie méridionale de la Carélie. Cependant, Élisabeth garantit la liberté de culte, les propriétés, lois et privilèges des habitants des territoires cédés ; par exemple, ces territoires avaient, quelques années plus tôt, adopté (en même temps que le reste de la Suède d'alors) la Loi générale de Suède de 1734.

## Source
- (en) Cet article est partiellement ou en totalité issu de l’article de Wikipédia en anglais intitulé « Treaty of Åbo » (voir la liste des auteurs).